# آیا پاریس در حال سوختن است؟
آیا پاریس در حال سوختن است؟ (فرانسوی: Paris brûle-t-il ?‎) فیلمی در ژانر درام و جنگی به کارگردانی رنه کلمان است که در سال ۱۹۶۶ منتشر شد.

## بازیگران
- ژان-پل بلموندو
- شارل بوآیه
- لزلی کارون
- ژان-پیر کسل
- جورج چاکیریس
- برونو کرمر
- کلود دوفا
- آلن دلون
- کرک داگلاس
- گلن فورد
- گرت فروبه
- دنیل ژلین
- هانس مسمر
- هری مین
- ایو مونتان
- آنتونی پرکینز
- میشل پیکولی
- ولفگانگ پرایس
- کلود ریش
- سیمون سینیوره
- رابرت استاک
- ژان-لویی ترنتینیان
- پیر ونک
- اورسن ولز
- هلموت اشنایدر
- پیر دوکس
- ارنست فریتز فوربرینگر
- یواخیم هانسن
- ساشا پیتویف
- برنارد فرسون
- پی‌یر کوله